# Meioneta alaskensis
Meioneta alaskensis là một loài nhện trong họ Linyphiidae.
Loài này thuộc chi Meioneta. Meioneta alaskensis được Herman Theodor Holm miêu tả năm 1960.